# (2795) Lepage
(2795) Lepage (1979 YM; 1974 HP2; 1982 UK) ist ein ungefähr sechs Kilometer großer Asteroid des inneren Hauptgürtels, der am 16. Dezember 1979 vom belgischen Astronomen Henri Debehogne und vom brasilianischen Astronomen Edgar Rangel Netto am La-Silla-Observatorium auf dem La Silla in La Higuera in Chile (IAU-Code 809) entdeckt wurde.

## Benennung
(2795) Lepage wurde nach Théophile Lepage benannt, der von 1928 bis 1930 Professor der Mathematik an der Universität Lüttich in Lüttich und von 1931 bis 1971 an der Université libre de Bruxelles in Brüssel (beides in Belgien) war.